# 彼得·查尔斯
彼得·查尔斯（英語：Peter Charles，1960年1月1日—），英国和爱尔兰男子马术运动员。他曾代表英国、爱尔兰参加1992年、1996年和2012年夏季奥林匹克运动会马术比赛，其中2012年奥运会获得一枚金牌。